# Pożal się Boże
Pożal się Boże – singel polskiej piosenkarki Sanah z albumu studyjnego Bujda. Singel został wydany 9 października 2020 roku. Tekst utworu został napisany przez Zuzannę Irenę Grabowską.
Nagranie otrzymało w Polsce status złotej płyty w 2021 roku.
Singel zdobył ponad 2 miliony wyświetleń w serwisie YouTube (2023) oraz ponad 5 milionów odsłuchań w serwisie Spotify (2023).

## Nagrywanie
Utwór został wyprodukowany przez Thomasa Martina Leithead-Docherty. Tekst do utworu został napisany przez Zuzannę Irenę Grabowską.

## Twórcy
- Sanah – słowa[1][2]
- Zuzanna Irena Grabowska – tekst[1]
- Thomas Martin Leithead-Docherty – produkcja[1][2]

## Certyfikaty
| Kraj          | Certyfikat  |
| ------------- | ----------- |
| Polska (ZPAV) | złota płyta |